# Eleccions presidencials del Kazakhstan de 2019
El 9 de juny de 2019 es van celebrar al Kazakhstan eleccions presidencials anticipades per a elegir al president del Kazakhstan després de la dimissió del president de llarga durada Nursultan Nazarbàiev al març de 2019. Van ser les sisenes eleccions presidencials celebrades des de la independència del Kazakhstan. Les eleccions no van considerades ni lliures ni justes, i van ser àmpliament denunciades com una farsa. El president interí Khassim-Jomart Tokhàiev de Nur Otan va guanyar les eleccions.
Originalment previstes per a abril de 2020, quan el cinquè mandat del president Nursultan Nazarbàiev estava a punt d'expirar-se, les eleccions anticipades es van anunciar el 9 d'abril de 2019, poc després que el president en funcions Khassim-Jomart Tokhàiev assumís el càrrec després de la dimissió de Nazarbàiev enmig de protestes antigovernamentals.
Les candidatures van tenir lloc després de l'anunci de les eleccions. Nou candidats van expressar el seu interès, dels quals set es van inscriure, convertint-se en les eleccions amb el major nombre de candidats presidencials de la història del Kazakhstan. Els nominats dels partits polítics i associacions públiques van ser el president en funcions Khassim-Jomart Tokhàiev, que es va convertir en candidat pel partit governant Nur Otan després del suport del seu predecessor Nazarbàiev, Amirjan Qosanov del moviment Ult Tagdyry, Jambyl Ahmetbekov del Partit Comunista del Poble del Kazakhstan, Toleutai Raqymbekov, del Partit Patriòtic Democràtic del Poble d'Auyl, Amangeldi Taspihov, de la Federació de Sindicats, Sadibek Tügel, del Uly Dala Qyrandary, i Dania Espaeva, del Partit Democràtic d'Ak Zhol, la primera dona kazakh que participa oficialment en les eleccions.
La campanya es va centrar en els temes de l'agricultura, el medi ambient, els drets laborals, les prestacions socials, l'economia de mercat, el llegat de les polítiques de Nazarbàiev i el sistema polític actual, en el qual els candidats presidencials van proposar solucions que anaven des d'una major democratització i descomunització fins al desenvolupament dels valors de la nació i la indústria agrícola.
La victòria de Tokhàiev va quedar marcada com la primera transició pacífica del poder en la història del Kazakhstan, malgrat els problemes derivats dels disturbis polítics que van tenir lloc als carrers d'Almati i Nursultan (actualment Astanà). Segons l'Organització per a la Seguretat i la Cooperació a Europa (OSCE), "es van observar importants irregularitats el dia de les eleccions, inclosos casos de farciment d'urnes, i el menyspreu dels procediments de recompte va fer que no es pogués garantir un recompte honest". "Va haver-hi detencions generalitzades de manifestants pacífics el dia de les eleccions en les principals ciutats", va dir l'OSCE en la seva Declaració de Resultats i Conclusions Preliminars.
El 12 de juny, Tokhàiev va jurar el seu càrrec durant una cerimònia en el Palau de la Independència de la capital, Nursultan. Des d'allí, es va comprometre a protegir els interessos de tots els ciutadans i a considerar totes les propostes i iniciatives que presentessin els líders polítics i comunitaris.